# 岡本義行
岡本 義行（おかもと よしゆき、1947年 - ）は、日本の経営学者、経済学者。大正大学地域構想研究所教授（地域創生学）、元法政大学地域研究センター所長、法政大学大学院政策創造研究科教授。専門は企業論、産業論。
東京都生まれ。1976年法政大学社会学部助手、1978年京都大学大学院経済研究科博士課程単位取得退学。博士（経済学）取得（京都大学（理論経済学））。
1984年エイナウディ財団（イタリア・トリノ）研究員を経て、法政大学社会学部教授、法政大学地域研究センター副所長、法政大学大学院イノベーション・マネージメント研究科教授を経て、政策創造研究科長（地域づくり大学院責任者）。
| スタブアイコン | サブスタブ | この項目は、まだ閲覧者の調べものの参照としては役立たない、人物に関連した書きかけの項目です。この項目を加筆・訂正などしてくださる協力者を求めています（P:人物伝/PJ:人物伝）。 |